# Yacouba Moumouni

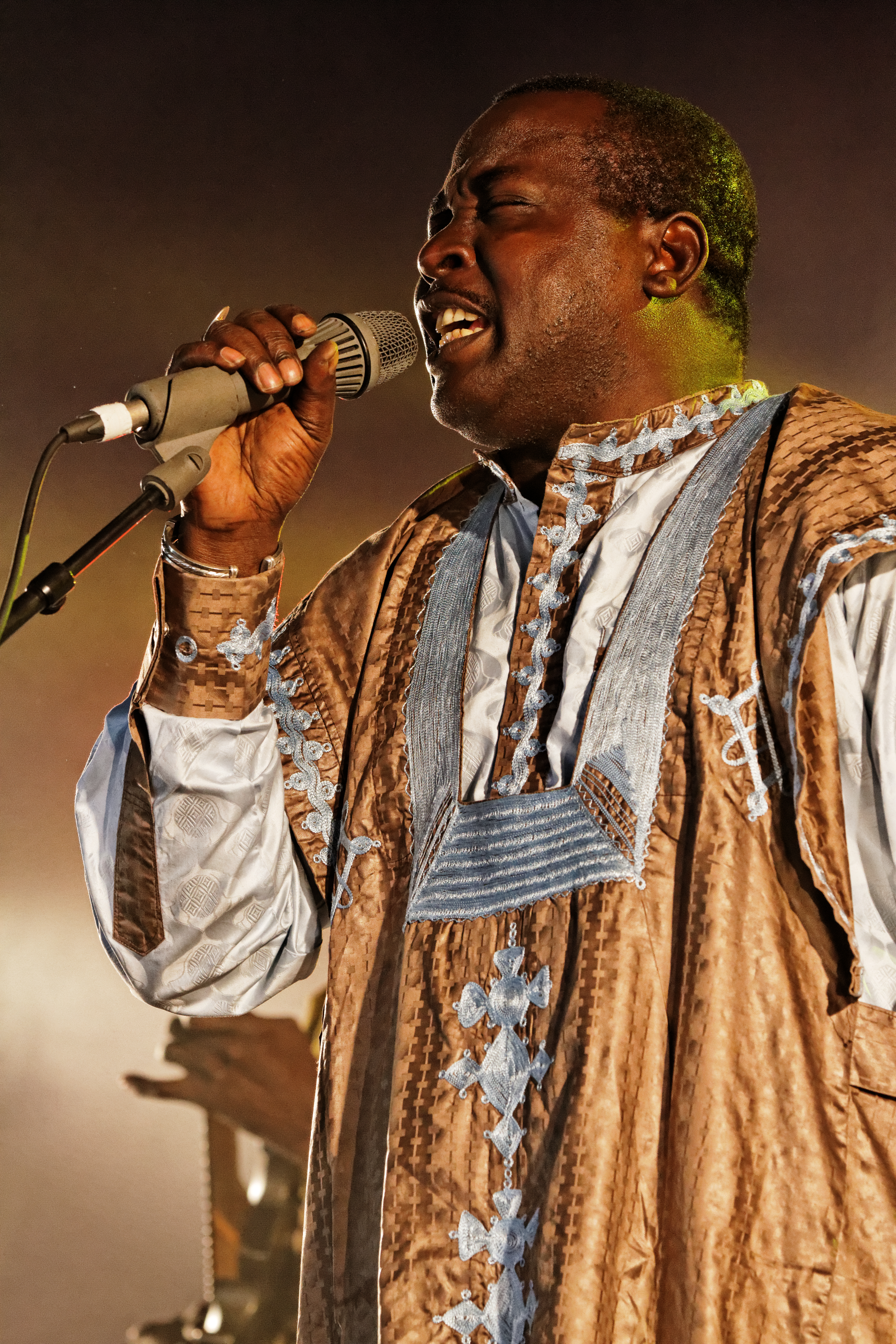
Yacouba Moumouni (2014)

Yacouba Moumouni (* 1966 in Téra; auch bekannt unter seinem Bühnennamen Denké-Denké) ist ein nigrischer Sänger und Flötist. Mit seiner Interpretation traditioneller Musik aus Niger ist er einer der bekanntesten Musiker seines Landes. Moumouni ist Bandleader der Gruppe Mamar Kassey.

## Karriere
Yacouba Moumouni gehört der Volksgruppe der Fulbe an. Seine Kindheit verbrachte er am Land, wo er als Hirte arbeitete. Im Alter von zehn Jahren, kurz nach dem Tod seines Vaters, lief er in die Hauptstadt Niamey davon, wo er zwei Jahre lang als Straßenkind lebte. Dort traf er 1979 die Sängerin Absatou Danté, die ihn als boy in ihren Haushalt aufnahm und sein musikalisches Talent förderte. Bei ihr lernte Moumouni während der nächsten sieben Jahre die musikalischen Traditionen Nigers und die Feinheiten des nigrischen Flötenspiels kennen. Absatou Danté war die Schwester von Danté Alhassane, des Direktors des Ballet National du Niger, in das Moumouni als Flötenvirtouse aufgenommen wurde. Parallel zu einer Lehre als Mechaniker studierte er beim Flötisten Harouna Marounfa.

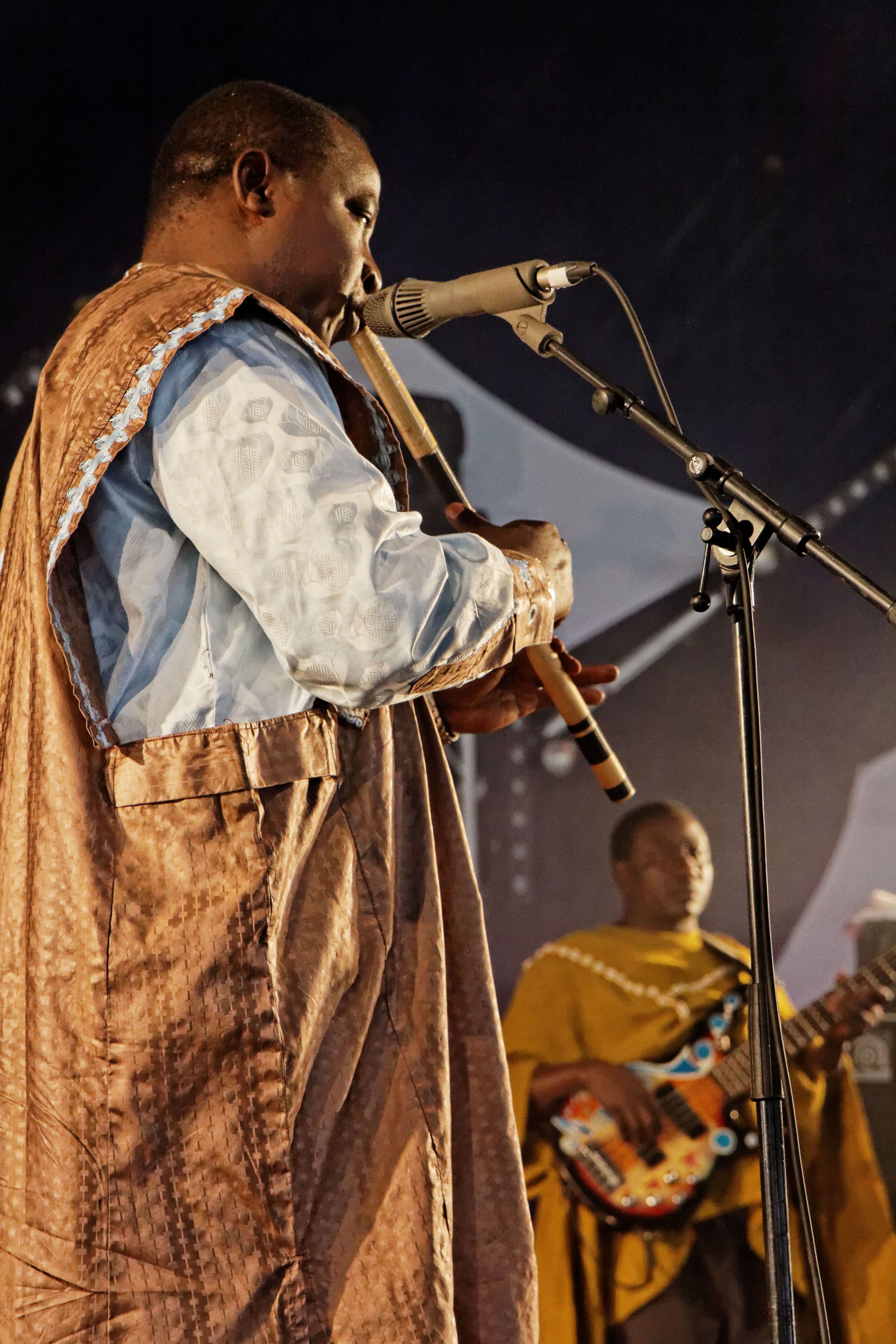
Yacouba Moumouni an der Flöte (2014)

Nachdem er einige Zeit lang in Harouna Marounfas Band gespielt hatte, wurde Yacouba Moumouni 1986 in die Gruppe Zongo aufgenommen, die sich traditioneller Musik widmete. Mit Zongo unternahm er Tourneen durch Nord- und Westafrika und bis nach Korea. Im Jahr 1990 schloss er sich dem Orchestre Takeda an, dem Hausorchester der Musikakademie Centre de Formation et de Promotion Musicale (CFPM) in Niamey. Dort hatte er 1992 auch seinen ersten öffentlichen Auftritt als Sänger. Beim Orchestre Takeda, dem weitere prominente Musiker wie Fati Mariko und Moussa Poussy angehörten, war er fünf Jahre lang tätig. 1995 gründete Moumouni gemeinsam mit weiteren CFPM-Musikern seine eigene Band Mamar Kassey. Mit dem Erscheinen des Debütalbums Denké-Denké von Mamar Kassey im Jahr 1999 wurde Yacouba Moumouni über Nacht in Niger bekannt. Denké-Denké ist seitdem auch ein Bühnenname Moumounis. Mit dem wachsenden Erfolg von Mamar Kassey avancierte er zu einem wichtigen Botschafter nigrischer Musik im Ausland.
Moumonis Musik – er tritt auch als Komponist seiner Songs in Erscheinung  – gilt als typisch nigrischer Verschnitt aus Rhythmen und Instrumenten der Songhai-Zarma und Fulbe. Seine Gesangsstimme wird als weich und zugleich kraftvoll beschrieben. Er singt in den Sprachen Fulfulde und Songhai-Zarma. Als Flötist ist er auch auf den Alben anderer Künstler wie Ali Farka Touré (2006) und Peter Yarrow (2010) zu hören. Bei Mamar Kassey spielt er zusätzlich das Instrument Kamele Ngoni.

## Privates
Yacouba Moumouni ist verheiratet und Vater von neun Kindern.